# Lisa Law
Lisa Law (* 1943) je americká fotografka. Svou kariéru zahájila počátkem šedesátých let. V roce 1966 krátce žila v Mexiku. Později se věnovala fotografování života hippies v sanfranciské komunitě Haight-Ashbury. Fotografovala řadu osobností, mezi něž patří například Bob Dylan, Dennis Hopper či členové skupiny The Velvet Underground (John Cale, Lou Reed a další). V roce 1987 vydala fotografickou knihu Flashing on the Sixties. V roce 1994 natočila stejnojmenný dokumentární film.